# Ausbildungsmittel
Unter dem Begriff Ausbildungsmittel versteht man laut BBiG (Berufsausbildungsgesetz) § 14 Berufsausbildung die kostenlose Bereitstellung von Arbeitsmaterialien, zum Beispiel Werkzeuge und Werkstoffe, die zur Berufsausbildung und zum Ablegen von Zwischen- und Abschlussprüfungen, auch soweit solche nach Beendigung des Berufsausbildungsverhältnisses stattfinden, erforderlich sind. Nicht dazu zählen jedoch Lernmittel zur Teilnahme am Unterricht der Berufsschule. Diese sind vom Auszubildenden selbst zu bezahlen, soweit nicht etwa durch einen Tarifvertrag anderes geregelt ist.  